# Johan Vaaler

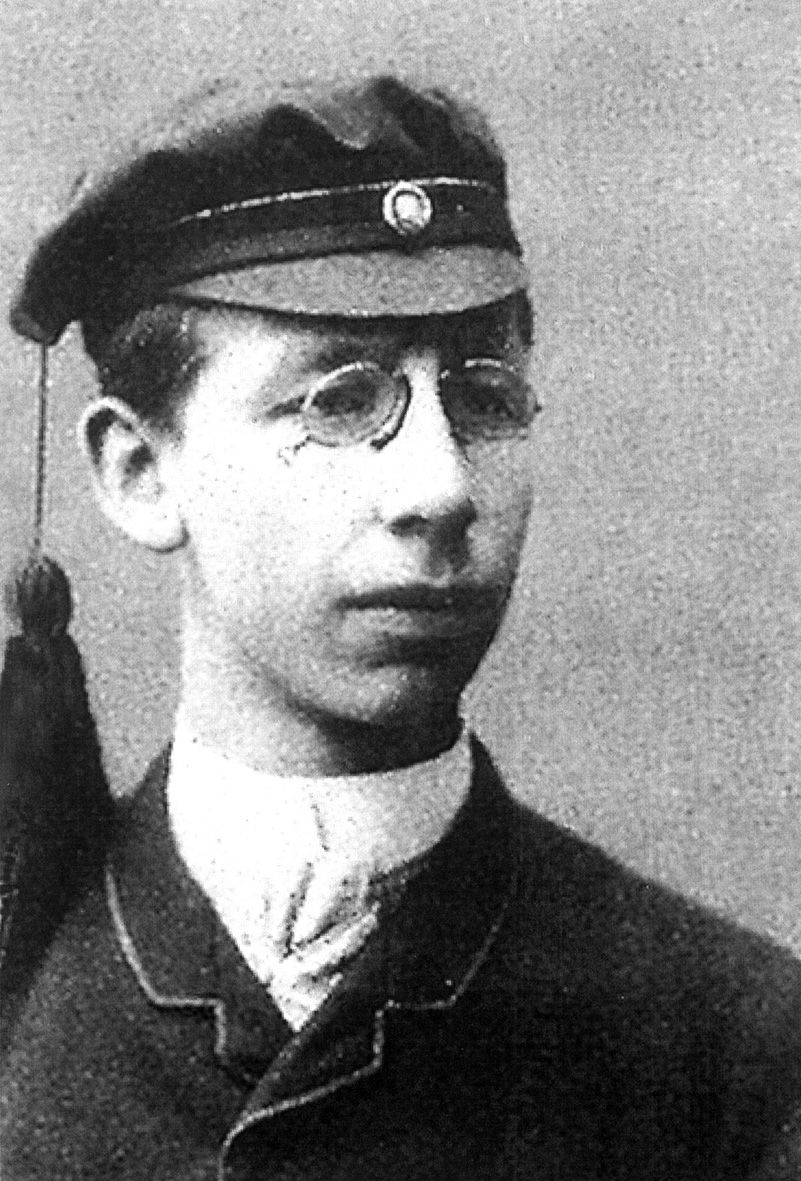
Johan Vaaler als Student 1887

Vaalers «papirklemme», patentiert 1901

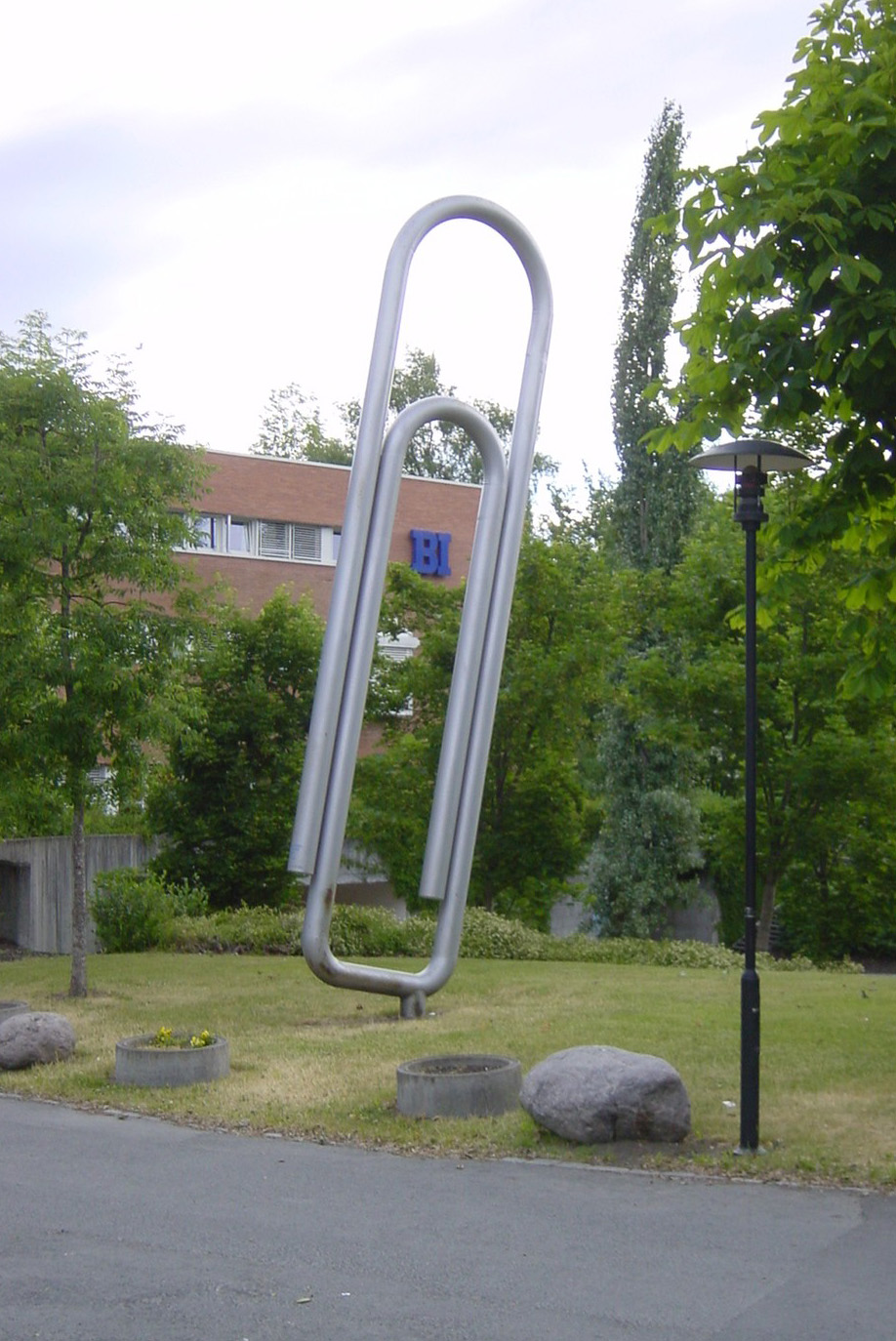
Das Denkmal für die Büroklammer vor dem BI Commercial College in Sandvika nahe Oslo. Es zeigt aber nicht die Vaaler'sche Variante

Der Norweger Johan Vaaler (* 15. März 1866 in Aurskog nahe Oslo; † 14. März 1910 in Kristiania, jetzt Oslo) war der Erfinder der Büroklammer, einer der bekanntesten Erfindungen Norwegens.

## Leben
Er studierte Physik und Mathematik (Abschluss 1887) und arbeitete ab 1892 in einem Osloer Patentbüro. Das kaiserliche Patent wurde am 12. November 1899 in Deutschland erteilt, ein weiteres wurde 1901 in den USA erteilt. Norwegen hatte zu dieser Zeit noch kein Patentrecht. Sein Patent war das weltweit erste für eine nicht das Papier verletzende Papierklammerung.
Die von ihm erfundene Büroklammer erreichte keinen wirtschaftlichen Erfolg, allerdings einen politischen. Nachdem Norwegen im April 1940 besetzt wurde, trugen viele Norweger eine Büroklammer am Kragen der Jacke. Sie war ein Symbol für die  Loyalität gegenüber dem König Håkon VII. und der Regierung, die nach England ins Exil ging. Dieses Tragen wurde von den Besatzern unter harter Strafe verboten.
Johan Vaaler wurde, auch wegen der politischen Aussage der Büroklammer, von den Norwegern für seine Erfindung in Oslo ein Denkmal in Form einer sehr großen Büroklammer (7 m hoch) gesetzt.
Im Jahr 1999, ein Jahrhundert nach der Erfindung, erfolgte eine weitere Ehrung in Form einer Briefmarke.